# Marc Barbet
Pour les articles homonymes, voir Barbet.
Marc-Henry Barbet, né le 2 août 1914 à Neuilly-sur-Seine et mort en 1990, est vice-président du Conseil d'État entre 1981 et 1982, et président de l'Institut français des sciences administratives en 1982.

## Études
Marc Barbet est diplômé de l’École libre des sciences politiques. Licencié en droit et licencié ès-lettres, il est également titulaire d’un diplôme d’études supérieures en droit

## Parcours
Il mène l’essentiel de sa carrière au Conseil d’État. Il y entre en 1939 comme auditeur et est nommé maître des requêtes en 1945, puis conseiller d’État en 1962.
En 1942, il est chargé de mission auprès du ministre de l’Agriculture.
Par la suite il est réintégré au Conseil d'État, et de 1948 à 1958 est commissaire du gouvernement à la section du contentieux. Entre-temps, il est aussi membre du conseil supérieur de confiscation des profits illicites.
Il est nommé en 1964 président de la 11e sous-section de la section du contentieux. En 1967, il est nommé président-adjoint de la section du contentieux.
À partir de 1966, il est également membre du Tribunal des conflits.
Conseiller juridique du ministre de l'Intérieur en 1974.
En 1975, il devient président de la section de l’intérieur. Il exerce aussi depuis le 13 mai de la même année les fonctions de président de la commission nationale du droit de réponse, et préside aussi à partir de 1978 la commission prévue par le code électoral, chargée de fixer les horaires des émissions des partis politiques et les modalités de leur réalisation lors des campagnes pour les élections législatives.
Il siège aussi comme membre titulaire au conseil national de l'ordre des médecins et à celui des chirurgiens-dentistes.
Le 4 mars 1981, il est nommé vice-président du Conseil d’État, en remplacement de Christian Chavanon atteint par la limite d’âge.
Le 3 juillet 1982, il est admis à faire valoir ses droits à la retraite à faire date du 3 août de la même année.
Il meurt en 1990.

## Institut français des sciences administratives
Marc Barbet est pendant plusieurs années président de l'Institut français des sciences administratives, association reconnue d’utilité publique et ayant pour but de promouvoir le modèle français de sciences administratives par l’organisation de colloque et la participation aux activités de l’Institut international de sciences administratives (IISA).